# Vaux-Marquenneville
Vaux-Marquenneville là một xã ở tỉnh Somme, vùng Hauts-de-France, Pháp.
Thị trấn này có cự ly khoảng 8 dặm Anh về phía nam của Abbeville, trên đường D93. 

## Dân số
| 1936                                                  | 1946 | 1954 | 1962 | 1968 | 1975 | 1982 | 1990 | 1999 | 2006 |
| ----------------------------------------------------- | ---- | ---- | ---- | ---- | ---- | ---- | ---- | ---- | ---- |
| 117                                                   | 83   | 98   | 74   | 78   | 75   | 62   | 72   | 67   | 81   |
| Số liệu dân số từ năm 1962, dân số không tính hai lần |      |      |      |      |      |      |      |      |      |